# Peter Armbruster
Pour les articles homonymes, voir Armbruster.
 (janvier 2017).
Si vous disposez d'ouvrages ou d'articles de référence ou si vous connaissez des sites web de qualité traitant du thème abordé ici, merci de compléter l'article en donnant les références utiles à sa vérifiabilité et en les liant à la section « Notes et références ».
Peter Armbruster, né le 25 juillet 1931 à Dachau, en Bavière et mort le 26 juin 2024 à Darmstadt, est un physicien au Centre de recherche sur les ions lourds (GSI) à Darmstadt, en Allemagne, et est crédité de la co-découverte des éléments 107 (bohrium), 108 (hassium), 109 (meitnérium), 110 (darmstadtium), 111 (roentgenium), et 112 (copernicium) avec son partenaire de recherche Gottfried Münzenberg.

## Biographie
Il étudie la physique à l'université de Stuttgart et à l'université technique de Munich, et obtient son doctorat en 1961, avec Heinz Maier-Leibnitz, de l'université technique de Munich. Ses principaux domaines de recherche sont la fission, l'interaction des ions lourds dans la matière et la physique atomique avec des faisceaux de produits de fission du centre de recherche de Jülich (de 1965 à 1970). Il est chercheur, en tant que senior scientist, au GSI, de 1971 à 1996. De 1989 à 1992, il est directeur de recherche à l'Institut Laue-Langevin (ILL) européen de Grenoble. Depuis 1996, il est impliqué dans un projet d'incinération des déchets nucléaires par réactions de spallation et de fission.
Il est affilié en tant que professeur à l'université de Cologne (1968) et à l'université technique de Darmstadt depuis 1984.
Il reçoit de nombreuses récompenses pour son travail, telles que la médaille Max-Born décernée par l'Institut de physique de Londres et de la Société allemande de physique en 1988, et la médaille Stern-Gerlach décernée par la Société allemande de physique en 1997. La Société américaine de chimie honore Peter Armbruster en 1997 comme l'un des rares non-Américains avec le « Nuclear Chemistry Award ».